# 高木文雄
高木 文雄（たかぎ ふみお、1919年（大正8年）4月6日 - 2006年（平成18年）2月14日）は日本の大蔵官僚。大蔵事務次官、弁護士、日本国有鉄道（国鉄、現JR）総裁等を歴任した。位階勲等は従三位勲一等。

## 略歴
- 東京市に三井物産社員の高木雄次郎・ハルの子として生まれる。
- 慶應義塾幼稚舎、慶應義塾普通部（旧制中学校）を経て、旧制浦和高等学校卒業。
- 1942年7月：高等試験行政科合格。
- 1943年
  - 7月：高等試験司法科合格。
  - 9月：東京帝国大学法学部政治学科を卒業、大蔵省に入る（総務局企画課）[1][2]。
入省同期に、山下元利、谷川寛三、橋口収、船後正道、田代一正、青鹿明司など。
  - 9月：海軍法務尉官[1]。
- 1944年9月：第一南遣艦隊軍法会議法務官[1]。
- 1945年3月：海軍法務大尉[1]。
- 1947年12月：予備役[1]。
- 1948年2月：大蔵省管理局[1]。
- 1951年4月：大蔵省主計局主計官補佐（文部係主査）[1]。
- 1952年8月：大蔵省主計局主計官補佐[1]。
- 1953年9月：大蔵省主計局主計官補佐（農林係主査）[3][1]。
- 1956年8月：大蔵省主計局主計官 兼 主計局総務課（企画担当）[注 1][1]。
- 1957年
  - 4月：大蔵省主計局主計官 兼 主計局総務課（企画担当） 兼 総理府国防会議事務局参事官 [注 1]。
  - 8月：大蔵省主計局主計官（農林担当）[1]。
- 1959年
  - 7月：大蔵省大臣官房付[1]。
  - 10月：病休[1]。
- 1960年3月：国税庁徴収部管理課長[1]。
- 1961年6月：国税庁直税部法人税課長[1]。
- 1962年6月：国税庁直税部審理課長[1]。
- 1963年7月：大蔵省大臣官房秘書課長。
- 1966年8月：大阪国税局長。
- 1968年6月：東京国税局長。
- 1969年8月：大蔵省大臣官房審議官（主税局担当）。
- 1970年6月12日：大蔵省大臣官房長。
- 1971年6月15日：大蔵省主税局長。
- 1974年6月26日：大蔵事務次官。
- 1975年7月8日：退官。
- 1976年3月6日：国鉄総裁就任。
- 1983年12月1日：同上辞任。
- 1984年：横浜みなとみらい21（横浜市の第三セクター）社長。
- 1995年：同上退任。
- 2006年2月14日：急性心不全のため品川区大井の自宅で死去（享年86）。

## 人物
大阪国税局長在任中の1968年1月31日、部落解放同盟中央本部と7項目の密約を結ぶ。大阪府同和建設協会（同建協）加盟業者など同和地区出身業者が提出する税務申告書は無審査で通すという内容であり、これ以降、部落解放同盟傘下企業は国税庁黙認のもとに脱税する特権を得たとされる。いわゆる同和利権問題の起源の一つである。
大蔵事務次官としては、主計局長を務めずに主税局長から昇格した。田中角栄の後ろ盾により、同じく福田赳夫の後ろ盾にあった時の主計局長で同期の橋口收との次官争いは、角福戦争の代理戦争ともいわれた。
国鉄総裁には、スト権ストの責任を問われ辞任した藤井松太郎の後任として、国鉄が赤字に苦しむ中、1976年3月に第8代総裁に就任し、人員削減などに辣腕を振るった。国鉄外部出身者の総裁は第5代石田禮助以来であった。他方、高木が総裁を務めた時期に、国鉄はそれまで物価対策として抑制されていた運賃の大幅な値上げに踏み切る。同年10月、50%近い大幅な値上げを実施し、その後も毎年のように値上げを繰り返すことになる。しかし、値上げの影響に伴って乗客が減少し（「国鉄離れ」）、逆に赤字が悪化する結果となった。
そうした情勢を受け、1980年には「最後の国鉄再建プラン」と呼ばれた国鉄再建法（日本国有鉄道経営再建促進特別措置法）が成立した。この法律では国鉄の路線を輸送密度によって幹線と地方交通線に区分し、それまで一時期の例外を除いて全国一律とされてきた運賃を二本立てとすることを可能とした。さらに特に輸送密度の低い特定地方交通線については、地元と協議の上で、国鉄の経営から分離しバス転換または他の事業者による運営へ移管することが定められた。ただし、路線区分別運賃が実行に移されたのは高木の総裁退任後である。また、同法では日本鉄道建設公団によって建設が進められた地方路線（AB線）についても一部を除いて建設が凍結された。
しかし、同法を実行に移す矢先、第二次臨時行政調査会（臨調）による「行政改革」路線の中で国鉄の非効率に焦点が当てられ、マスコミの非難が集中することになる。1982年には東北新幹線・上越新幹線の部分開業にこぎ着けたが、1983年12月1日に国鉄総裁を任期半ばで辞任することとなった。とはいえ、在任7年は十河信二に次いで国鉄総裁史上2番目に長い。国鉄総裁退任後は、横浜みなとみらい21の社長としてみなとみらい地区の開発に尽力した。

## 栄典
- 1991年4月29日 : 勲一等瑞宝章

## 家系
高木の『私の履歴書』によれば、
「父・雄次郎は京橋区の商家に生まれ育ち「3代続かねば江戸っ子とはいえない」と江戸商人の生まれを自慢した。母は大阪市のお茶卸商の娘。
祖父・藤七は孤児同然の生い立ちで小学校も出ず中井酒店の奉公人から支配人に出世した人物。祖母は日本橋の畳屋の娘。高木家のルーツについてははっきりしないが、記録によると明和9年（1772年）頃には江戸に出ていた」という。

## 著書
- 『国鉄ざっくばらん “赤字の王様”のひとりごと』東洋経済新報社、1977年